# NHKハテナゲーム魔法実験のひみつ
- ひみつシリーズ > NHKハテナゲーム魔法実験のひみつ
- ハテナゲーム > NHKハテナゲーム魔法実験のひみつ

『NHKハテナゲーム魔法実験のひみつ』は、学研の学習漫画で、「ひみつシリーズ」の第25弾。NHK総合テレビで1976年4月10日から1978年3月26日まで放送された子供向け科学番組「ハテナゲーム」を放送内容をもとに制作されている。漫画は伊東章夫が手掛けた。

## 概要
テレビ番組「ハテナゲーム」で放送された様々な「魔法実験」を漫画にて紹介している。また、漫画では番組に出演していた滝雅也、サンダー杉山、リンリン・ランランも登場し、実際に放送された番組の写真が掲載されており、番組制作の裏側なども紹介されている。
「ひみつシリーズ」でテレビ番組を原作にしたのは本作と『NHKクイズ面白ゼミナール（全4作）』のみである。

## 登場人物
滝さん
皆に様々な「魔法実験」を披露する、本作での先生役。モデルは「ハテナゲーム」に出演していた滝雅也。
ハッスルじいさん
元気な性格の老人。登場人物の中では最年長者だが、毎回散々な目に遭っている事が多い。巻頭の登場人物紹介ページには「80歳だけどがんばります」と紹介されている。
ケンちゃん
小学生の男の子。
ミニちゃん
小学生の女の子。
タコぼう
小学生の男の子。ハッスルじいさんと絡むことが多い。
サンダー杉山
プロレスラー。「ハテナゲーム」出演者。
リンリン・ランラン
双子アイドル。「ハテナゲーム」出演者。

## 主な内容
- マクデブルクの半球
- ペーパーハニカムでできた橋の上をバイクが走る実験
- ヘロンのかがり火で開く扉
- 電池1個で子供を吊り下げられる強力な電磁石
- 動力無しに動作する噴水（サイフォンの原理）
- 鏡やマジックミラーを使った手品